# 오광은
오광은(吳光殷, 1887년 9월 9일 ~ ?)은 일제강점기의 지방행정 관료이다.

## 생애
출신지는 전라남도 나주군이며, 한성부의 경성학당을 졸업하였다. 1908년에 목포부의 목포임시면화재배소 기수로 근무했다.
1910년에 한일 병합 조약 체결과 함께 조선총독부 체제가 출범하면서 전라남도 장흥군 서기로 임명되면서 관계에 들어섰다. 1916년 나주군, 1918년 전라남도 세무과에서 근무한 이후 함평군, 화순군, 장성군을 거쳤다.
1930년에 총독부 군수로 승진하여 나주군수에 임명되었다. 나주군수이던 1935년에 총독부가 편찬한 《조선공로자명감》에 353명의 공로자 중 한 명으로 기재되어 있다. 총독부가 시정 25주년을 기념하여 표창한 표창자 명단에도 들어 있다. 1933년에 훈5등 서보장을 받는 등 관직에서 물러나기 직전인 1938년에 정5위 훈5등에 서위되어 있었다.
농촌진흥에 열의를 갖고 노력하면서 스스로 자전거를 타고 관내를 순시하면서 지도할 정도로 활동적이라는 인물평이 남아 있다. "실천궁행으로 사람을 통솔하고 평소 목닫이모양의 양복을 입고 일하는 검소한 모범"을 보였다는 평도 덧붙여져 있다.
2008년 발표된 민족문제연구소의 친일인명사전 수록예정자 명단 중 관료 부문, 2009년 친일반민족행위진상규명위원회가 발표한 친일반민족행위 705인 명단에 포함되었다.

## 참고자료
- 오광은(吳光殷) - 국사편찬위원회